# Distretto di Shinan
Il distretto di Shinan (市南区S, Shìnán QūP) è un distretto della Cina, situato nella provincia dello Shandong e amministrato dalla prefettura di Tsingtao.